# Ian López
Ian Thomas López Pose (Cagliari, 11 dicembre 2003) è un calciatore uruguaiano, centrocampista del River Plate (M).

## Biografia
È nato a Cagliari nel periodo in cui il padre, l'ex calciatore Diego Luis López, giocava per la squadra sarda; anche suo fratello minore Inti è un calciatore professionista. È inoltre in possesso del passaporto italiano.

## Carriera
Ha iniziato la sua carriera in Uruguay nei settori giovanili di River Plate (M) e Nacional. Nel 2024 è stato acquistato dal Cerro Largo ed il 5 ottobre ha debuttato nell'incontro di Primera División pareggiato 0-0 contro il Racing Montevideo; nel 2024 con il club biancoazzurro gioca in totale 3 partite nella prima divisione uruguaiana.
Il 7 febbraio 2025, dopo aver rescisso il contratto con il club biancoblu, ha firmato un contratto con il River Plate (M), altro club della prima divisione uruguaiana.

## Statistiche

### Presenze e reti nei club
Statistiche aggiornate al 18 marzo 2025.
| Stagione        | Squadra         | Campionato      | Campionato | Campionato | Coppe nazionali | Coppe nazionali | Coppe nazionali | Coppe continentali | Coppe continentali | Coppe continentali | Altre coppe | Altre coppe | Altre coppe | Totale | Totale | Totale |
| Stagione        | Squadra         | Comp            | Pres       | Reti       | Comp            | Pres            | Reti            | Comp               | Pres               | Reti               | Comp        | Pres        | Reti        | Pres   | Reti   |        |
| --------------- | --------------- | --------------- | ---------- | ---------- | --------------- | --------------- | --------------- | ------------------ | ------------------ | ------------------ | ----------- | ----------- | ----------- | ------ | ------ | ------ |
| 2024            | Cerro Largo     | PD              | 3          | 0          | CU              | 0               | 0               |                    | -                  | -                  |             | -           | -           | 3      | 0      |        |
| 2024            | River Plate (M) | PD              | 4          | 0          | CU              | 0               | 0               |                    | -                  | -                  |             | -           | -           | 4      | 0      |        |
| Totale carriera | Totale carriera | Totale carriera | 7          | 0          |                 | 0               | 0               |                    | -                  | -                  |             | -           | -           | 7      | 0      |        |